# Томатлан (Халиско)
Томатла́н (исп. Tomatlán) — посёлок в Мексике, в штате Халиско, входит в состав одноименного муниципалитета и является его административным центром. Численность населения, по данным переписи 2020 года, составила 9842 человека.

## Общие сведения
Название Tomatlán с языка науатль можно перевести как: место томатов.
В исследованиях Джозефа Маунтджоя указано о найденных в этом районе археологических зон, датируемых 2000 лет до н. э.
В 1324 году в долину прибыло многочисленное племя науа, основавших множество деревень, в том числе и Томатлан.
В 1525 году население деревни приветствовало конкистадоров во главе с Франсиско Кортесом.
15 января 1725 года поселение получило статус посёлка.
Город расположен в 350 км к юго-западу от столицы штата, города Гвадалахара, вблизи федеральной трассы 200.

## Население
| Год  | Численность | Численность |
| ---- | ----------- | ----------- |
| 2000 | 7944        | [ 7 ]       |
| 2005 | 7899        | [ 8 ]       |
| 2010 | 9026        | [ 9 ]       |
| 2020 | 9842        | [ 10 ]      |